# Стилістика
Стилістика  — розділ мовознавства й літературознавства (поетики), що вивчає функційно-стильові засоби мови та їхнє застосування з погляду норм, їхніх варіантів (нормативна стилістика) і відхилень (літературна стилістика) в синхронному та діахронному (історична стилістика) перекрої. Основний предмет вивчення  — стиль в усіх мовознавчих значеннях цього терміна (індивідуальна манера виконання мовленнєвих актів, функціональний стиль мовлення, стиль мови тощо). Стилістика досліджує також  еволюцію стилів у зв'язку з історією літературної мови, мову художнього твору в її еволюції, експресивні засоби мови,  фігури та тропи.

## Історія
Українська стилістика бере свій початок у 19 — 20 столітті з риторики, що спочатку виникла в античній Греції й Римі як мистецтво судово-вікового красномовства. Теоретичні підстави греко-римської риторики, в їх латинсько-польській бароковій версії, були запроваджені у шкільне навчання братських шкіл. У 17 столітті в Київській Академії виникли компілятивні рукописні підручники латинською мовою (найдавніший 1637; спершу з польськими практичними прикладами). З поетик 18 ст. виділяють:
- поетика Т. Прокоповича (рукопис лекцій з 1705 — 06 «De arte rhetorica», видана друком 1786);
- поетика М. Довгалевського (1736 — 37), Г. Сломинського (1744 — 45);
- поетика Ю. Кониського (1746 — 47).

Пізніші поетики спираються й на латинсько-німецькі (Й. Ґ. Гайнеке) та російські («Риторика» М. Ломоносова, 1748) зразки (рукопис «Риторика» монастиря в Нямці). Перебрані з риторики поняття (гол. з ділянки «прикрашання» мови: евфонії, ритміки, римування, фігур, тропів) залишаються основою сучасної стилістики. Елементи їх містила «Граматика» М. Смотрицького (1619). Такі елементи традиційної риторичної стилістики, сполучені з правилами віршування і поетикою (наприклад, Аполлоса-Андрія Байбакова «Правила піитическіе», 1774), увійшли в середньошкільні навчальні програми 19—20 ст. У такому дусі складені галицькі підручники зі стилістики початку 1920-х pp. В. Домбровського («Українська стилістика і ритміка», «Українська поетика»).
Настанова на народну мову та новотвори в її дусі і, отже, боротьба проти церковнослов'янських, російських, польських і німецьких кальок у публіцистичному, діловому й науковому стилях, «галицько-наддніпрянська» мовна дискусія початку 20 ст. і розширення сфер ужитку української мови з постанням української держави — все це вплинуло на формування студій стилістики українського фольклору й авторів 19 ст., що писали в дусі народної мови, як і на дослідження немистецьких стилів, які від народної мови віддалялися, насамперед на Центральній Україні у 1920-х pp. (О. Курило, О. Синявський, М. Гладкий, М. Сулима, С. Смеречинський, Б. Ткаченко Й ін.), рідше за її межами (І. Огієнко, В. Сімович, О. Панейко та ін. — тут зі спрямуванням проти галицьких діалектизмів і провінціалізмів), скрізь із настановою на менше чи більше поміркований мовний пуризм. 
Разом з репресіями початку 1930-х pp. на цьому відтинку української культури прийшов в УРСР русифікаційний курс, який з деякими полегшеннями 1939—41 та 1960-х pp. триває й досі. Дослідження мистецьких стилів обмежено мовою авторів, офіційно рекомендованих; припинилася боротьба за очищення стилів стандартної літературної мови від русизмів, а головну атаку спрямовано проти українських діалектизмів і так званих архаїзмів та за якнайбільше наближення мови до зрусифікованих норм, які бездискусійно накидають нормативісти з Інституту Мовознавства (І. Білодід, В. Русанівський та ін.). Про обговорення істотних проблем стилістики не було й мови на спеціальних наукових конференціях (із стилістики української мови у Чернівцях, із «культури мови» в Києві 1963), ні в збірниках статей зі стилістики, так званих «культури мови» (серія «Питання мовної культури» 1—4, продовжена як «Рідне Слово» 5—8, а. далі «Культура слова» 9—13, 1967—77). З 1950-х років стало помітне пожвавлення досліджень у ділянці статистичних метод дослідження стилів (В. Перебийніс й ін.). Створені підручники української стилістики (В. Ващенко, А. Коваль, І. Чередниченко), том «Стилістика» в курсі «Сучасна українська літературна мова» за редакцією І. Білодіда мають переважно нормативний характер. Методологічно вони дуже залежать від концепцій В. Віноградова, але сприйнятих дуже спрощено.
У ділянці досліджень немистецьких стилів, зокрема й позалексично-синтаксичних їхніх елементів (так зване «мовлення») проаналізовано стиль преси (М. Жовтобрюх, П. Дудик, Л. Шевченко й ін.), діалогу й монологу (Д. Баранник, П. Дудик), науковий (Алла Коваль), фоностилістику (П. Тимошенко, В. Ващенко, О. Масюкевич, В. Перебийніс), використання граматичних паралельних форм (В. Ващенко), стилістичні функції словотвору (Д. Баранник), лексики й фразеології (М. Пилинський, В. Мельничайко, Н. Тарасенко, Б. Антоненко-Давидович) та синтакси (В. Ващенко, І. Чередниченко, В. Чернецький). Праць про стиль давніх авторів мало (О. Синявський, І. Свенціцький, А. Генсьорський, А. Ніженець, Л. Батюк, Є. Марковський, В. Крекотень, В. Сич, В. Микитась, В. Колосова, П. Яременко, на еміграції: Д. Чижевський, славісти-чужинці Б. Ґрешель та ін.).

## Хто кого досліджував
Щодо стилістики поодиноких листів і творів, з пізніших листів було досліджено в різні періоди стилі:
І. КотляревськогоМ. Семенів , Н. Янко-Триницька, Ю. Шевельов, П. Плющ, К. Баценко, П. Дудик, М. Северін;
Є. ГребінкиА. Деркач;
Г. Квітки-Основ'яненкаЗ. Веселовська, О. Гончар, О. Скорик,
М. ВовчкаП. Доценко, І. Проценко, Н. Титаренко й ін.;
Т. ШевченкаТ. Сікіринський, М. Сулима, О. Синявський, Л. Стеценко, П. Плющ, В. Цебенко, К. Дорошенко, Леонід Булаховський, В. Ільїн, В. Ващенко, Т. Зайцева, О. Деркач, П. Петрова, В. Моренець, І. Білодід, М. Гнатюк, Л. Добржанська, Ю. Івакін й ін.;
А. СвидницькогоМ. Хращевський;
І. ТобілевичаП. Горецький, П. Плющ, Г. Удовиченко, Д. Баранник;
П. МирногоІ. Грицютенко;
І. Нечуя-ЛевицькогоГ. Іжакевич, Ф. Жилко;
П. ГрабовськогоН. Яценко;
І. ФранкаА. Бурячок, З. Франко, Ф. Жилко, Я. Закревська, А. Коваль, М. Онишкевич, І. Ощипко, І. Петличний, Л. Полюга, О. Сербенська, З. Терлак, І. Ціхоцький;
Л. ГлібоваВ. Мариниченко;
Лесі УкраїнкиМ. Сулима, Г. Аврахов, І. Білодід, П. Тимошенко, М. Бойко, Н. Давиденко, І. Олійник, С. Шаховський й ін.
О. КобилянськоїВ. Лимаренко, М. Станівський та ін.;
М. КоцюбинськогоЛ. Іванов, К. Дорошенко, І. Білодід, Н. Калиниченко, М. Костенко, Д. Кроть, Л. Паламарчук, О. Пивоваров, П. Рева, М. Богдан, С. Єрмакова й ін.;
А. ТесленкаМ. Сулима, С. Криворучко, А. Сизько;
М. ЧеремшиниІ. Петличний;
Л. МартовичаА. Григорук;
П. ТичиниЮ. Шевельов, М. Леонова, Е. Павленко, В. Масальський, В. Шадура;
М. РильськогоГ. Майфет, І. Білодід, В. Борщевський, О. Давидова, Г. Колесник, С. Крижанівський;
В. СосюриЮ. Бурляй;
П. ПанчаА. Коваль;
І. МикитенкаО. Ізюмов, М. Сиротюк;
О. ВишніМ. Осипів;
А. ГоловкаВ. Лимаренко, В. Фургайло, Н. Гретченко;
Ю. ЯновськогоЯ. Гордон, І. Білодід;
М. БажанаВ. Карпова;
О. КорнійчукаН. Каганович, Д. Баранник, К. Кисельов, Г. Удовиченко;
І. КочергиМ. Калиниченко;
О. ДовженкаІ. Білодід;
Л. ПервомаиськогоС. Василевський, А. Супрун;
А. МалишкаІ. Білодід, А. Батурський;
О. ГончараІ. Білодід, І. Семенчук;
М. СтельмахаМ. Бойко, Н. Москаленко, П. Тимошенко й ін.